# Sandra de Sá
Sandra Cristina Frederico de Sá, född 27 augusti 1955. är en brasiliansk sångare och artist från Rio de Janeiro.

## Diskografi
- Demônio Colorido RGE Discos (1980)
- Sandra Sá (2) RGE Discos (1982)
- Vale Tudo WEA (1983)
- Sandra Sá (3) WEA (1984)
- Sandra Sá (4) WEA (1985)
- Sandra Sá (5) WEA (1986)
- Sandra! (1990)
- Lucky! (1991)
- D'Sá (1993)
- Olhos Coloridos (1994)
- A Lua Sabe Quem Eu Sou (1997, WEA)
- Eu Sempre Fui Sincero, Você Sabe Muito Bem (1998)
- Momentos que Marcam Demais (2000)
- Pare, Olhe, Escute! (2002, Universal Music)
- Música Preta Brasileira (2004)
- AfricaNatividade – Cheiro de Brasil (2010)
- Lado B (2015)